# بلینداه
بلینداه(اندونزیایی: Baleendah) شهری در استان جاوه غربی کشور اندونزی است. جمعیت این شهر بر اساس سرشماری سال ۲۰۰۰ میلادی ۱۲۷٫۰۳۲ تن بوده که در سال ۲۰۰۷ میلادی به ۱۳۸٫۹۴۳ نفر افزایش یافته‌است.